# كأس أيرلندا الشمالية 1980–81
كأس أيرلندا الشمالية 1980–81 (بالإنجليزية: 1980–81 Irish Cup)‏ هو موسم من كأس أيرلندا. كان عدد الأندية المشاركة فيه 16، وفاز فيه نادي بيليمينا يونايتد.

## النهائي
| نادي بيليمينا يونايتد | 1 – 0 | غلينافون |
| --------------------- | ----- | -------- |
| McQuiston             | تقرير |          |